# Catastrophe ferroviaire d'Oufa
La catastrophe ferroviaire d'Oufa est une explosion survenue le 4 juin 1989 à 01 h 15 (heure locale) sur une ligne de la Compagnie des chemins de fer de Kouïbychev, en Union soviétique, à près de 50 kilomètres de la ville d'Oufa. Il s'agit de l'accident ferroviaire le plus meurtrier de l'histoire soviétique.

## Historique
L'explosion eut lieu quand une fuite survenant sur un gazoduc créa un nuage hautement inflammable qui prit feu en entrant en contact avec les étincelles créées par le passage de deux trains de passagers qui se croisaient. Les deux trains transportaient de nombreux enfants, l'un revenant de vacances sur la mer Noire, l'autre s'y rendant. Des estimations quant à l'énergie libérée par l'explosion portent jusqu'à 10 000 tonnes d'équivalent TNT. L'onde de choc fit éclater des fenêtres jusqu'à 13 km de là, dans la ville d'Acha. Selon les chiffres officiels, 575 personnes périrent et plus de 800 furent blessées,.
Trois heures avant l'explosion, des ingénieurs avaient noté une baisse de pression dans la canalisation, mais au lieu de rechercher la fuite, ils estimèrent qu'il s'agissait d'un problème de compresseur et augmentèrent par conséquent la pression afin de retrouver la pression normale.